# Mordellistena atrocincta
Mordellistena atrocincta es una especie de coleóptero de la familia Mordellidae. La especie fue descrita científicamente por Maurice Pic en 1925.

## Subespecies
- Mordellistena atrocincta atrocincta Pic, 1925
- Mordellistena atrocincta licenti Pic, 1938

## Distribución geográfica
Habita en el Archipiélago malayo y China.